# Ferenc Gyurcsány
Ferenc Gyurcsány (pronunciado Férents Yúrchañ, AFI: [ˈfɛrɛnts ˈɟurtʃaːɲ]) es un político que fue primer ministro de Hungría desde el 29 de septiembre de 2004 hasta el 14 de abril del 2009, exmiembro del MSzP (Partido Socialista de Hungría) y actual miembro de Coalición Democrática (DK).

## Biografía

### Carrera política
Gyurcsány nació el 4 de junio de 1961 en Pápa, en la provincia occidental de Veszprém. En 1984 acabó sus estudios de Magisterio y comienza los de Economía en la Universidad Janus Pannonius en Pécs, diplomándose en 1990.
Ferenc Gyurcsány comienza su carrera política en las juventudes comunistas del KISZ (Kommunista Ifjúsági Szövetség) antes de convertirse en vicepresidente de la DEMISz (Demokratikus Ifjúsági Szövetség), la Asociación de Jóvenes Demócratas de Hungría que es sucesora del KISZ.
A partir de la instauración de la democracia en Hungría en 1990, Gyurcsány se lanza al comercio y funda varias empresas prósperas como ALTUS que le permiten convertirse en la quincuagésima persona más rica del país en 1992. 
Retorna a la política en 2002 como consejero estratégico de Péter Medgyessy, jefe del MSzP, primer partido de la oposición, antiguo primer ministro. Tras el retorno al poder de los antiguos comunistas reconvertidos el 21 de abril de 2002, Gyurcsány obtiene el puesto de ministro de la Juventud, de los Deportes y de la Infancia. En 2004 se convierte en presidente del MSzP para la región occidental de Győr-Moson-Sopron en enero de 2004.

### Primer ministro de Hungría
En verano de 2004, Gyurcsány se postula el puesto de primer ministro y Medgyessy,  tras ganar las internas del FDZA intentando mostrar su autoridad, le hace dimitir de sus funciones. En menos de una semana, el primer ministro pierde la confianza de uno de sus socios de gobiernos gubernamentales y se ve forzado a dimitir. Gyurcsány es elegido por la coalición para convertirse en primer ministro interino el 25 de agosto e investido el 29 de septiembre.
El 21 de marzo de 2009 anuncia la iniciativa de una moción de censura constructiva contra su persona y - conforme con la Constitución de Hungría - contra su gobierno en un Congreso del MSzp celebrado en Budapest. El 14 de abril del 2009 la moción de censura fue aprobada por el Parlamento y Gyurcsány fue reemplazado en el cargo de primer ministro por su Ministro de Economía Gordon Bajnai (uno de sus hombres de confianza).
En 2011 dejó su partido y fundó la Coalición Democrática (DK), partido que actualmente lidera.
Ferenc Gyurcsány está casado con Klára Dobrev y tiene cuatro hijos: Péter (n. en 1988), Bálint (1990), Anna (1996) y Tamás (1997).